# Liebenswiller
Liebenswiller is een gemeente in het Franse departement Haut-Rhin in de regio Grand Est en telt 184 inwoners (1999). De plaats maakt deel uit van het arrondissement Mulhouse.

## Geografie
De oppervlakte van Liebenswiller bedraagt 3,9 km², de bevolkingsdichtheid is 47,2 inwoners per km².
De onderstaande kaart toont de ligging van Liebenswiller met de belangrijkste infrastructuur en aangrenzende gemeenten.

## Demografie
Onderstaande figuur toont het verloop van het inwonertal (bron: INSEE-tellingen).